# 마흐노우슈치나
마흐노우슈치나(우크라이나어: Махновщина)는 러시아 혁명 당시 시도된 무정부주의자들의 무국가 공동체이다. 1918년 11월 27일에서 1921년 8월 28일 사이에 존재했으며, 네스토르 마흐노의 우크라이나 혁명반역군(소위 흑군)의 보호를 받았다. 일대 인구는 약 7백만 명이었다.
안톤 데니킨이 이끄는 백군에게 일시적으로 점령당해 남러시아 임시정부가 세워졌다. 1920년 흑군과 연합한 적군이 백군을 쫓아냈다. 그러나 근본적으로 무정부주의자라 볼셰비키 공산주의자들과 조화될 수 없었던 흑군은 곧 적군의 토벌 대상이 되었고, 공동체 성립 3년만에 마흐노우슈치나는 멸망, 우크라이나 소비에트 사회주의 공화국의 일부가 된다.

## 같이 보기
- 남러시아군
- 신민부